# اوریکه
اوریکه (به فرانسوی: Ourika) یک شهرکی در مراکش است که در استان حوز واقع شده‌است. اوریکه ۲۶٬۹۹۰ نفر جمعیت دارد.